# Ждущая
«Ждущая» — памятник женщине, ждущей своего моряка. Открыт в 2012 году в городе Мурманске. Авторы — смоленские скульпторы И. Чумаков и Ю. Анушко.

## История
История создания памятника начинается в середине 1970-х годов: тогда мурманским поэтом Виктором Тимофеевым, бывшим штурманом «Мурмансельди», была написана поэма «Сентиментальная вахта», давшая название будущему памятнику. Поэма была опубликована в 1984 году и содержит строки:
Приморский город крепко ждать обучен,
Доверчив он и долготерпелив.
Он верит: встанет изваянье Ждущей,
Встречающей из рейсов корабли!
В 1984 году поэт обратился в горисполком Мурманска к Владимиру Горячкину с идеей установки памятника, посвященного всем женщинам, ожидающим возвращения из морей своих близких. Предложение заинтересовало руководство города, и в 1986 году был проведён конкурс эскизов памятника. Было представлено множество работ, однако реализовать проект в то время не удалось из-за тяжёлой экономической ситуации.
В 1990-е годы снова был объявлен конкурс эскизов памятника, и в 1998 году даже был определён его победитель. Однако сложная экономическая обстановка в стране в очередной раз не дала возможности воплотить идею.
Летом 2011 года почётные граждане города Борис Веллер и Николай Гуцкалов, поддержанные «Союзом рыбопромышленников Севера», вновь подняли вопрос об установке памятника. Администрация города вновь поддержала инициативную группу, был создан оргкомитет. Рассматривались разные места установки памятника: площадки у морского вокзала, храма Спас-на-Водах, рыбопромышленного колледжа, пересечения улиц Воровского и Капитана Буркова, пересечения улиц Шмидта и Комсомольской. В итоге было решено возвести памятник на улице Чумбарова-Лучинского рядом с конечной остановкой автобусного маршрута № 18. Основными причинами выбора этого места стали: возможность видеть памятник с Кольского залива, хорошая транспортная доступность, возможность оборудовать сквер и хорошая смотровая площадка с панорамным видом на залив. Место было предложено главой комитета градостроительства и территориального развития администрации Мурманска Светланой Пионковской.

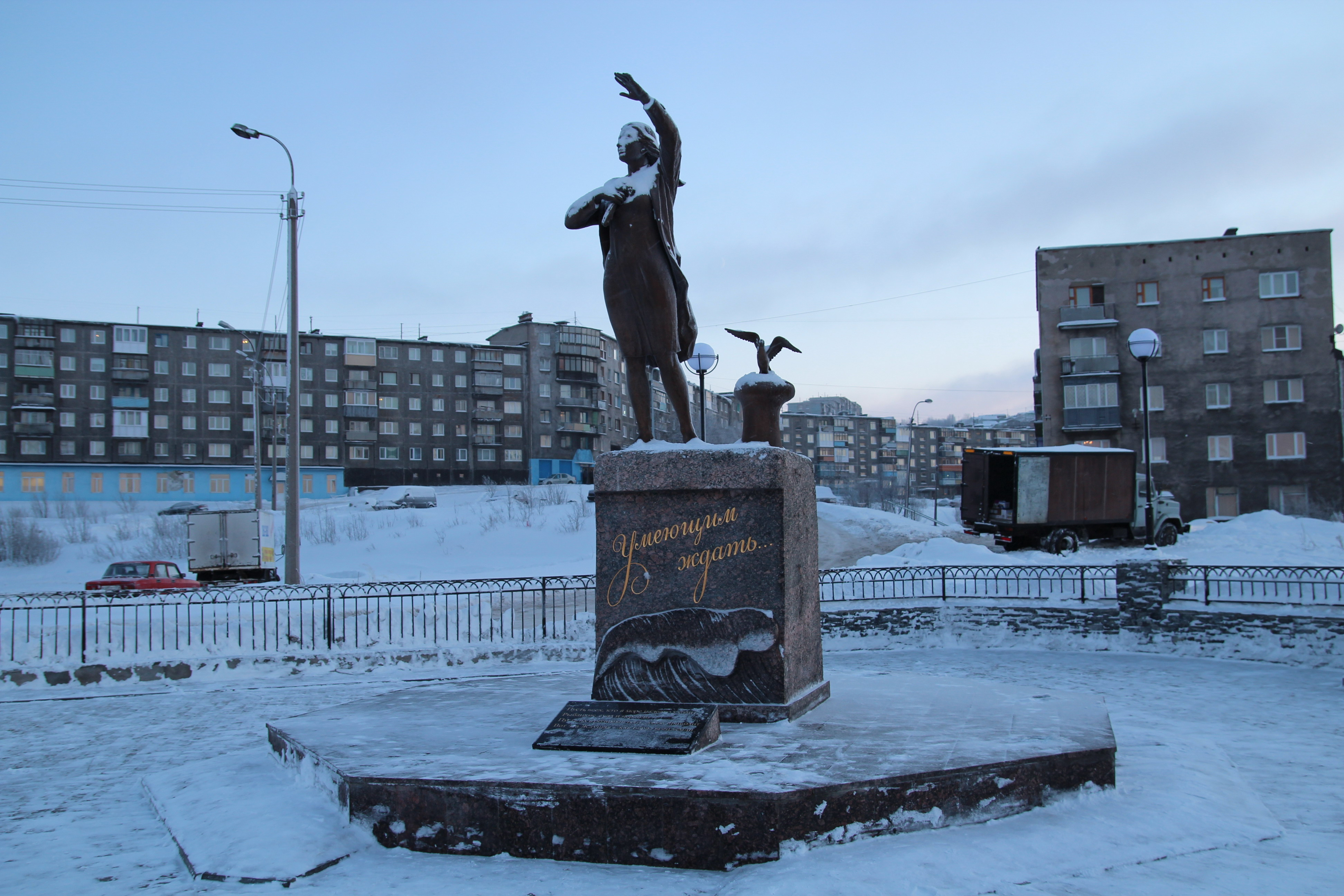
Памятник зимой

Летом 2011 года также оргкомитетом был объявлен сбор средств для реализации проекта. Осенью 2011 года оргкомитет объявил творческий конкурс. Предварительно оргкомитет выбрал 3 работы: девушка в плаще, девушка с фонарём и девушка с детьми. И по решению оргкомитета, и по народному обсуждению проектов победителем была объявлена работа смоленских скульпторов Юрия Анушко и Игоря Чумакова.
На памятник 232 предприятиями и учреждениями, а также более 600 частными лицами, было собрано более 3,3 миллионов рублей. Эти деньги пошли оплату работы по проектированию памятника, изготовление и установку самого монумента, обустройство его фундамента и подиума. На благоустройство территории рядом с памятником мэрией было выделено более 11 миллионов рублей. Изготовление и установка памятника была проведена компанией «Стоун-Трейд», а устройство фундамента, подиума и образование территории компанией «Гидротехник». Также было оборудовано ночное освещение памятника.
10 ноября 2012 года состоялось открытие памятника. Открывали памятник его идейный вдохновитель — мурманский поэт Виктор Тимофеев, губернатор Мурманской области Марина Ковтун, глава Мурманска — Алексей Веллер и глава администрации Мурманска — Андрей Сысоев. Право сдёрнуть покрывало с памятника было предоставлено поэту Тимофееву. На плите у памятника выгравированы его слова:
Пусть всех, кто в море надолго уходит,
Рыбацкие суда и корабли —
Пусть их в родимый порт, домой приводит
Вот эта Ждущая — как образ всей земли.В. Тимофеев

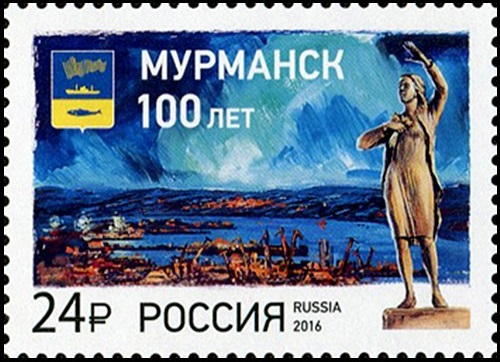
Памятник на марке 2016 года

Скульптура весом почти 600 кг и высотой около 3 м была выполнена из бронзы в Смоленске, а пьедестал весом 18 тонн выполнен из гранита, добытого в Кузреченском карьере. Общая высота памятника около 6 м. Скульптура девушки с платком смотрит в сторону Кольского залива, встречая и провожая суда, посетившие Мурманский порт. Рядом со скульптурой девушки на постаменте находится кнехт, на котором сидит чайка. На гранитном постаменте по центру выгравирована надпись «Умеющим ждать…», а в нижней части выполнен барельеф морской волны.
Критики скульптуры отмечали слишком лёгкое одеяние девушки для заполярного города и неоригинальный сюжет. Также среди недостатков отмечалось расположение памятника на серьёзном отдалении от центра города и порта. По мнению же других памятник стал одним из новых символов Мурманска.
В 2016 году памятник изображён на почтовой марке, посвящённой столетию города Мурманска.